# Pentominó

Az összes pentominó, az egybevágóak azonos színnel jelölve

A pentominó egy öt egyenlő területű négyzetből felépülő poliominó. 12 különböző elem van belőle (az egybevágókat azonosnak tekintjük). Ezek az elemek felhasználhatóak geometriai kirakósjátékként is. A geometriai kirakósjáték változatban népszerű kirakandó alakzat a 6×10-es téglalap. Ezen kívül a 12-es pentominókészlet összes elemének a felhasználásával 3×20-as, 4×15-ös és 5×12-es téglalapok is kirakhatóak, ezen kívül számos más, érdekes és szép alakzat is kirakható a 12-es készletből. Solomon Wolf Golomb amerikai matematikus sokat tett a pentominó népszerűvé válása érdekében.

## Játék
A pentominót, mint társasjátékot a következőképp játsszák: a játékosok ugyanabból a készletből felváltva raknak a 6×10-es téglalapra, természetesen úgy, hogy ne legyenek átfedések. Az a játékos nyer, aki az utolsó elemet rakta le.
Ismeretes, hogy két játékos esetén az elsőnek van nyerő stratégiája.
A pentominó számos más játékhoz adott ihletet, ilyen például a Tetris, amelyben tetraminók vannak, a Lonpos, ahol többféle táblán is játszhatunk, vagy a két magyar fejlesztő, Kate Jones és dr. Nagy László által egymástól függetlenül megalkotott Rhombomino, ismertebb nevén a Pentominó HungarIQa, ahol az elemek jobbra is és balra is meg vannak döntve 60°-os szögben.

## Téglalapok kirakása
A 12 elemes pentominókészletből 4-féle téglalap (6×10; 5×12; 4×15; 3×20) rakható ki. 1960-ban C. Brian Haselgrove megmutatta, hogy a pentominókészletből a 6×10-es téglalap lefedésére 2339-féle megoldás létezik. Az 5×12-es téglalap 1010, a 4×15-ös 368, a 3×20-as pedig csupán kétféleképp rakható ki. Arra vonatkozólag, hogy egy adott poliominó készletből hányféleképpen fedhetőek le különböző téglalapok, még nem ismerünk általános képletet, bár Donald Knuth több algoritmust is írt az ilyen jellegű problémák megoldására.

## Pentominó HungarIQa
A négyzet alakú elemeket felváltó jobbra és balra döntött rombuszokra épített puzzle-készlet a korábban ismert pentominó-feladványok több mint százszorosát kínálja és amellett, hogy megduplázza a pentominó-társasok lépéspárszámát, megoldja azok osztozkodós problémáját is. A pentominók 12-féle eleme 20 félére növekedett.

## Külső hivatkozások
- MathWorld - Pentomino (angol)
- The Pentomino Puzzle internetes játék JAVA-ban
- Pentominos Puzzle Solver (angol) - minden futtatásakor egy új megoldást generál.
- Solving Pentomino Puzzles with Backtracking (angol) - Mátrixelméleti megoldás
- Pentomino HungarIQa Archiválva 2009. február 20-i dátummal a Wayback Machine-ben